# Sośnie
Sośnie (deutsch Suschen) ist eine Ortschaft und Sitz der gleichnamigen Landgemeinde im Powiat Ostrowski der Woiwodschaft Großpolen in Polen.

## Geschichte
Im Jahr 1286 wurden zwei Personen in einem Dokument des Bistums Breslau erwähnt: Luprando notario Suznensi sowie Iacobo sculteto Suznensi, obwohl es ist nicht ganz sicher, ob es um Sośnie ging oder um die Hauptstadt des bischöflichen Fürstentums Neisse (im Lateinischen wäre das Adjektiv Nissensi). 1322 wurde Sosna castro und im nächsten Jahr cum curia Schozna erwähnt. Der Ortsname, ursprünglich Sośnia, ist vom altpolnischen sośnia (heute sosna, Waldkiefer) abgeleitet. Später wurde der Name pluralisiert (1706: Sosnie) und im 18. Jahrhundert kam es zur Änderung o > u (möglicherweise die nachträgliche Bedeutungsübertragung (Adideation) hin zum Adjektiv suchy – trocken). Diese Form wurde zunächst als Suschnie eingedeutscht (1845: Suschnie, Sośń) und später als Suschen.
1323 wurden die Medziborer (etwa „zwischen Wäldern“) Güter am nordöstlichen Rande Niederschlesiens im bewaldeten Grenzbereich zu Großpolen von Bolesław III. von Brieg und Liegnitz an den Herzog Konrad von Namslau abgetreten. Im 16. Jahrhundert im Besitz der Familie Leszczyński.
1854 wurde ein Jagdschloss im Weiler für den Herzog zu Braunschweig und Lüneburg Wilhelm August Ludwig Maximilian Friedrich gebaut. Ab 1886 gehörte es zu Daniel von Diergardt, der 1895 eine evangelische Kirche stiftete.

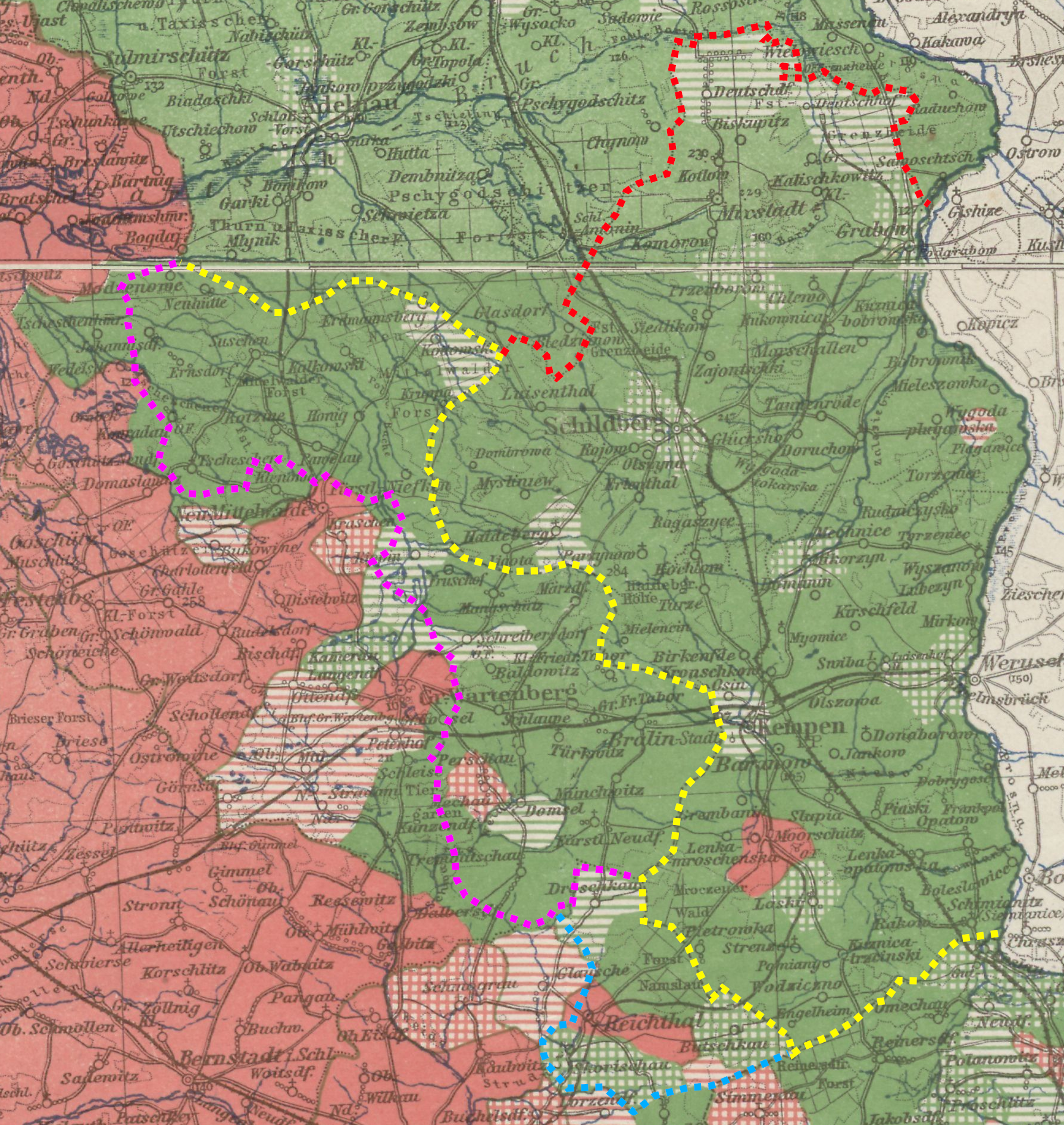
Sprachkarte aus dem Jahr 1910: Gelbe gestrichelte Linie: schlesisch-großpolnische Grenze, rosaurote gestrichelte Linie: neue Grenze aus dem Jahr 1920

Suschen gehörte von 1818 bis 1920 dem schlesischen Landkreis Groß Wartenberg an. Mit dem überwiegend polnischsprachigen Ostteil des Landkreises wurde Sośnie zum 10. Januar 1920 infolge des Versailler Vertrags vom Deutschen Reich an das wiedergegründete Polen abgetreten. Seitdem ist Suschen mit der Woiwodschaft Posen, bzw. Großpolen verbunden, zunächst im Powiat Odolanowski, ab 1932 im Powiat Ostrowski.
Im Jahr 1921 gab es in der Gemeinde Sośnie im Powiat Odolanów 65 Häuser mit 391 Einwohnern, 348 hielten sich für deutscher und 43 für polnischer Nationalität, 352 waren evangelisch, 39 römisch-katholisch.
Die nach Chojnik, Ostrzeszów und Odolanów bevölkerungsreichste evangelische Pfarrgemeinde der Superintendentur Ostrzeszów der Unierten Evangelischen Kirche in Polen zählte im Jahr 1937 1944 Mitglieder.
Beim Überfall auf Polen 1939 wurde das Gebiet von den Deutschen besetzt und dem Landkreis Ostrowo im Reichsgau Wartheland zugeordnet. Nach dem Krieg verließ die Mehrheit der Dorfbevölkerung den Ort. Die evangelische Kirche wurde römisch-katholisch.
Von 1975 bis 1998 gehörte Sośnie zur Woiwodschaft Kalisz.

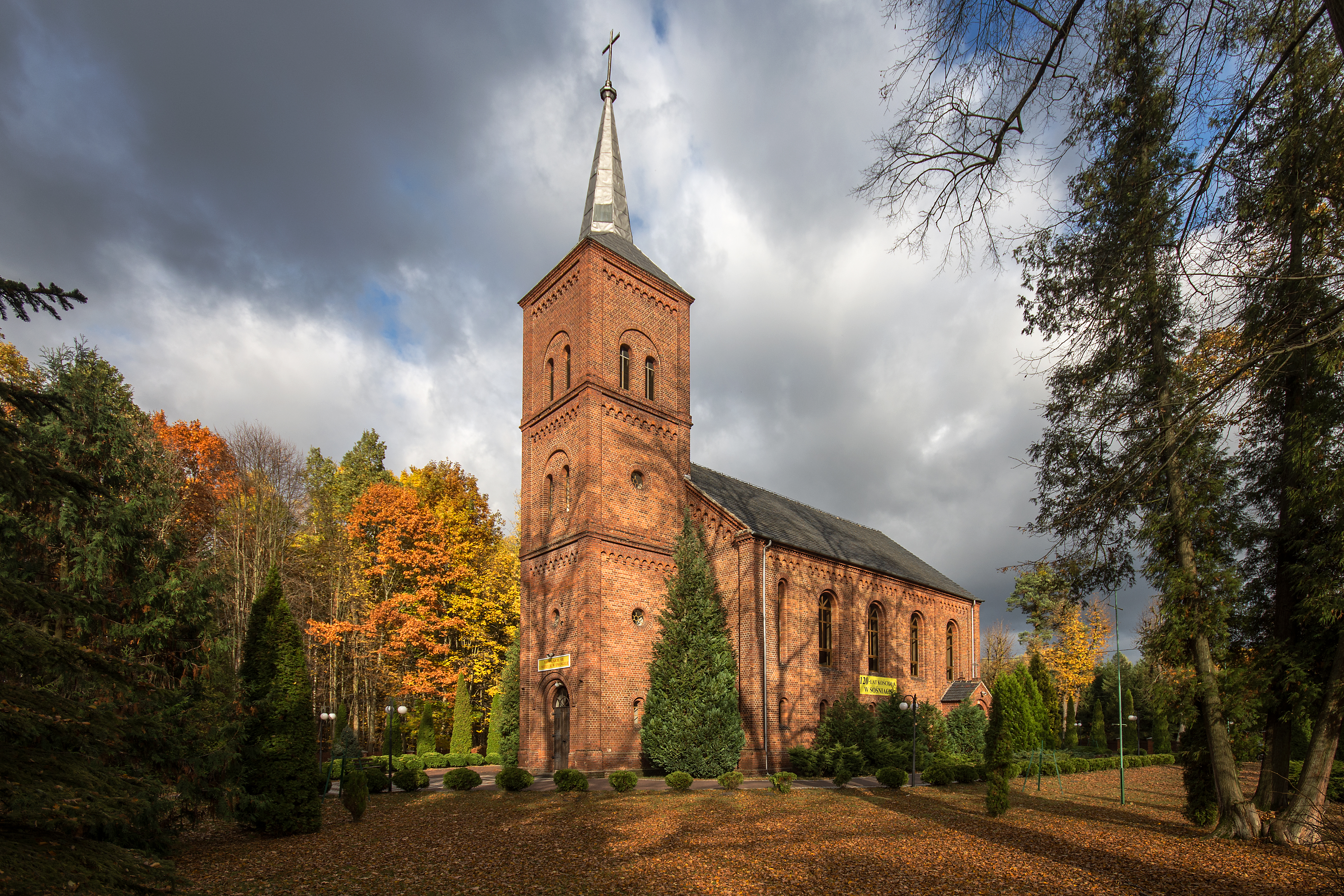
Ortskirche, ehem. evangelisch, jetzt römisch-katholisch
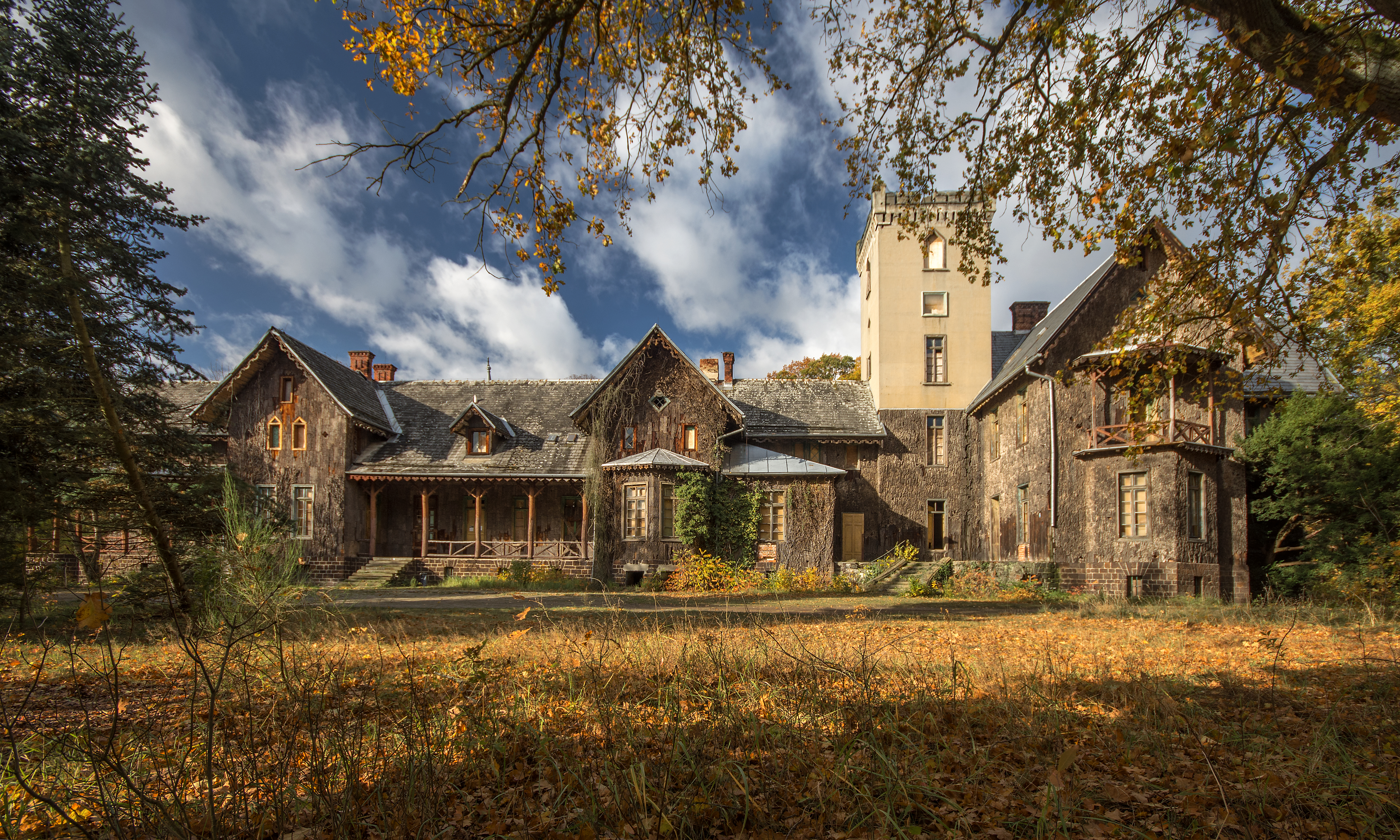
Jagdschloss